# Glomerales
Glomerales é uma ordem de fungos simbióticos do filo Glomeromycota.

## Biologia
Todos os fungos desta ordem são mutualistas biotróficos. A maioria deles utilizas micorrizas arbusculares como método de troca de nutrientes com plantas. Produzem grandes (0,1 a 0,5 mm) esporos (azigósporos e clamidiósporos) com milhares de núcleos.

## Filogenia
Pensava-se que todos os membros do seu filo estivessem relacionados com Endogonaceae, mas através de dados de sequenciação molecular descobriu-se serem mais próximos de Dikarya. O seu registo fóssil estende-se até ao período Ordovícico (há 460 milhões de anos).

## Grafia
O nome da família Glomeraceae sobre o qual se baseia o nome desta ordem, foi incorrectamente grafado 'Glomaceae', pelo que o nome da ordem foi incorrectamente grafado 'Glomales'. Ambos são erros corrigíveis, para Glomeraceae e Glomerales, conforme as regras do Código Internacional de Nomenclatura Botânica. Infelizmente, as grafias incorrectas são comuns na literatura.